# Dolch von Hindsgavl

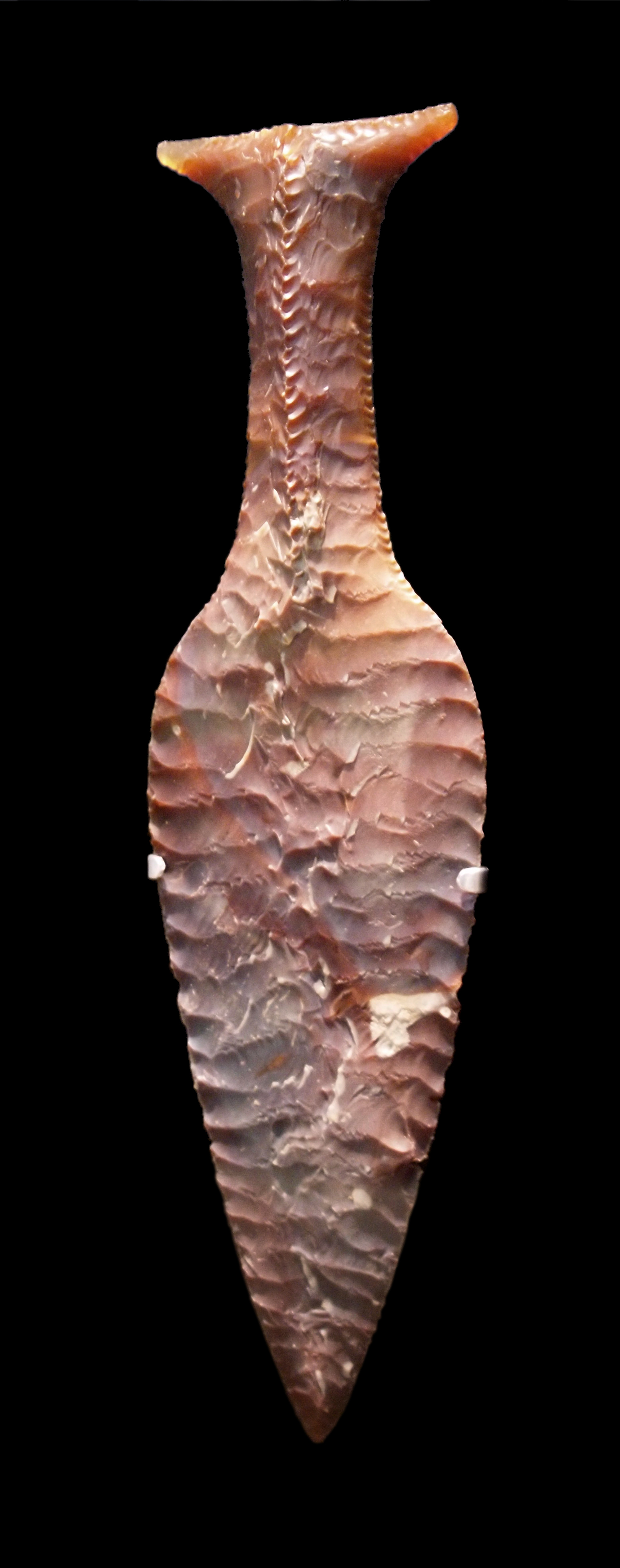
Dolch von Hindsgavl

Der Dolch von Hindsgavl (dänisch Hindsgavldolken oder Pragtdolken – deutsch Prachtdolch) ist ein Fischschwanzdolch aus Feuerstein. Er gehört zum Typ IV der sechsstufigen Einteilung und stammt aus der Dolchzeit (2400–1800 v. Chr.) Er wurde etwa 1867 auf dem Hindsgavl-Anwesen auf der Insel Fænø im kleinen Belt vor Fünen in Dänemark gefunden.
Der Hindsgavldolch ist mit 29,5 cm Länge und nur 1 cm Dicke das besterhaltene Exemplar seiner Gattung und ist auf der dänischen 100-Kronen-Note, die im Jahr 2010 in Umlauf kam, abgebildet. Der Dolch ist im Nationalmuseum in Kopenhagen zu sehen.
Ganz ähnliche Dolche stammen aus Dörphof Kreis Rendsburg-Eckernförde und Wiepenkathen Kreis Stade.